# Hernán Rivera Letelier
Hernán Rivera Letelier (Talca, 11 de junho de 1950) é um novelista e poeta chileno, conhecido principalmente por suas novelas ambientadas na pampa salitreira do norte de Chile.

## Biografia
Nascido em em Talca, Rivera viveu até a idade de 11 anos no estação salitreira de Algorta, ao norte de Chile. Ali e nas estações de María Elena e Pedro de Valdivia fez seus estudos escoares.
Devido ao fechamento das Fábricas de Nitrato do Chile de Humberstone e Santa Laura, seus pais mudaram-se, junto com seus cinco filhos, para Antofagasta, onde morreu sua mãe, duas semanas depois da mudança, vítima da picada de uma aranha dos rincões. Então, a família decide voltar às salitreiras: "Os irmãos menores de Hernán voltaram, junto com suas irmãs casada,s de volta a uma salitreira, mas o 'tímido rebelde ou rebelde tímido' —segundo sua própria definição— negou-se a partir e decidiu ficar só na cidade, vivendo em um casebre instalado no pátio de uma igreja evangélica. O pai, que trabalhava numa estação e regressava a cada 15 dias, o compreendeu e deixou que procurasse seu rumo".
Ganhava a vida vendendo jornais; o que lhe bastava para comer e inclusive para ir ao cinema: "Como em Algorta não me deixavam ir, aqui me fiz um cinéfilo crônico. Nas quartas-feiras davam as rotativas: entrava às duas da tarde e não saía até a uma da manhã para ver três vezes os três filmes. Como às seis falava com o porteiro, saía para comprar pão e mortadela e me metia de novo no cinema". Após três anos de viver em Antofagasta, voltou à pampa a trabalhar. Na salitreira María Elena foi mensageiro da empresa Anglo Lautaro (hoje Soquimich) e, depois, ao completar os 18 anos, entrou em uma oficina elétrica.
Aos 19 anos, pegou sua mochila e viajou durante três anos pelo Chile, Peru, Bolívia, Equador e Argentina. "Foi nesta viagem que decidi virar o melhor escritor do mundo", diria anos mais tarde. De volta à pampa em 1973, começa a trabalhar na mina Mantos Blancos e depois como funcionário na estação salitreira Pedro de Valdivia; paralelamente, estuda na escola noturna para completar o ensino básico.

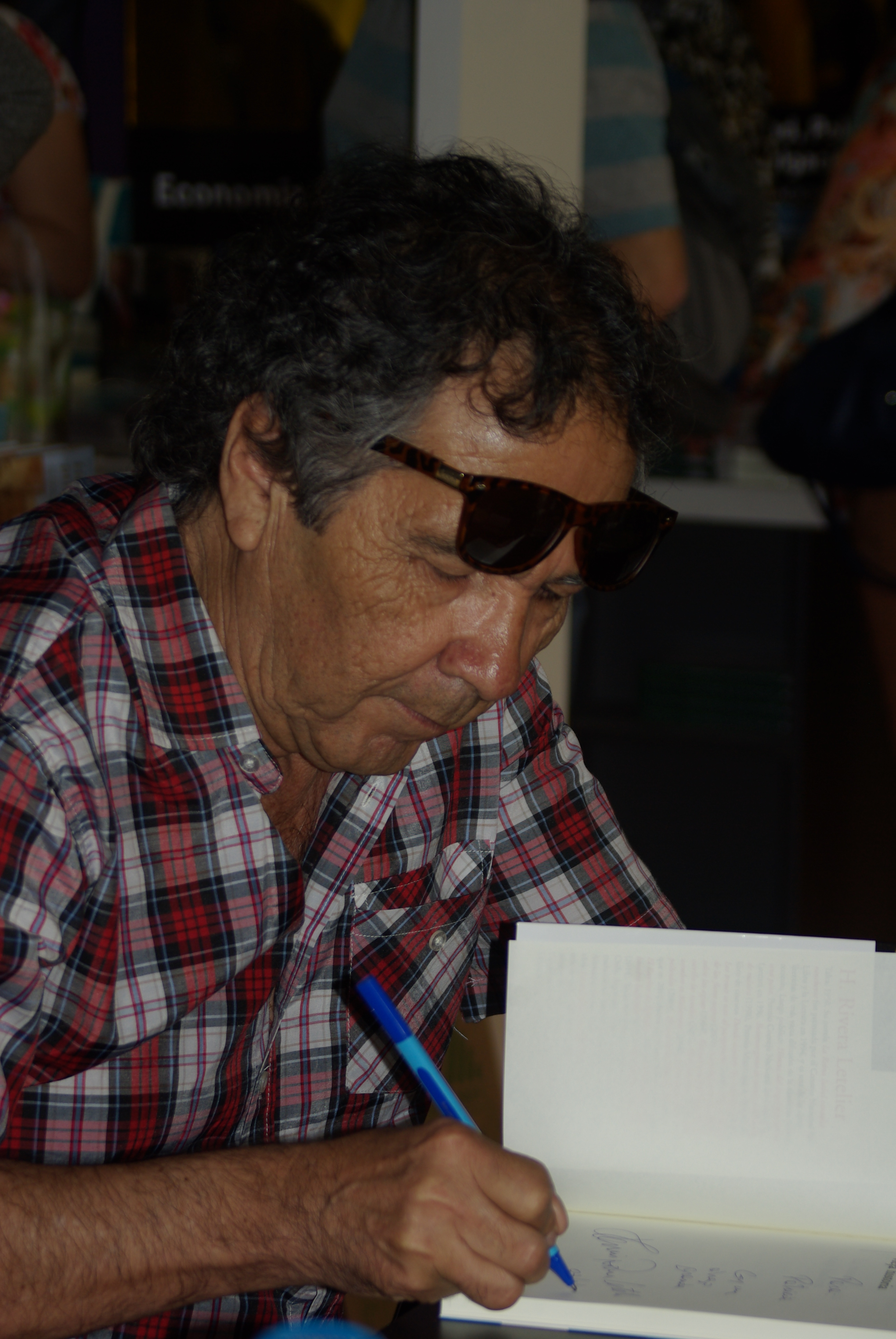
Rivera Letelier dando um autógrafo

Mas seria apenas mais de uma década depois dessa viagem, na qual tomou a decisão de dedicar-se à literatura, antes de poder publicar seu primeiro livro: em 1988 sai Poemas y pomadas, "auto edição de 500 exemplares que vendia porta-a-porta, nos bares e nos cafés", e em 1990 Cuentos breves y cuescos de brevas (1990).
Quatro anos mais tarde publicaria seu primeiro romance, A Rainha Isabel cantava rancheras, que o levou à fama e lhe deu seus primeiros prêmios importantes (antes, escrevendo poesia, tinha ganhado 26 galardões em concursos menores): o do Conselho Nacional do Livro e da Leitura, mais uma menção no Municipal de Santiago. Desde então, este livro virou uma das obras literárias mais difundidas da literatura chilena recente.
Seu próximo romance, Himno del ángel parado en una pata a (1996), voltou a receber o prêmio Conselho Nacional do Livro e da Leitura, consolidando-o como escritor.
Algumas de suas novelas foram adaptadas para o teatro (A Rainha Isabel cantava rancheras tem várias adaptações, uma delas com a participação de  Rivera Letelier; Bastián Bodenhöfer adaptou em 2018 História de amor com homem dançando) e traduzidas a vários idiomas.
Está casado desde 1974 com María Soledad Pérez, a quem conheceu quando trabalhava na mina de cobre Mantos Blancos. "Ela se apaixonou de mim quando me viu atrás de uma janela, dançando rock and roll". O casal tem cinco filhos.
Quando lhe perguntaram por que começou a escrever, em alguma ocasião disse que foi "pelas prostitutas". O que aconteceu foi que, nos anos de sua viagem juvenil, que o levou por Chile e o Cone Sul, elepassava fome. E uma noite, escutando a rádio com um amigo, souberam que um concurso de poesia prometia como prêmio um jantar para dois. "Quando escutei a palavra comida me baixaram as musas e disse 'eu posso fazer um poema'. Nunca tinha escrito nada nem tinha tido um livro de poesia em minhas mãos (salvo os versos dos livros do colégio), mas tive a convicção absoluta de que podia fazer um poema e que ganharia esse jantar"; agarrou então o caderno onde colava fotos e cartões postais da viagem, e se sentou a escrever seu primeiro poema, "inspirado numa menina que tinha deixado na pampa". "Saíram quatro páginas; no dia seguinte fomos deixá-lo à rádio".  Efetivamente, ganhou o concurso, o que não deixou de ser uma sorte, porque graças a isso floresceu sua vocação de escritor ou "contador de histórias", como prefere auto denominar, vocação que o converteu num dos autores mais lidos em Chile.
Rivera Letelier é agnóstico. Sobre isso, diz: "Eu tive uma infância muito religiosa. Meus pais eram evangélicos e passavam o dia na igreja rezando, orando e cantando. Chegou um momento em que deixei de crer em todo isso", e caçoa, referindo a seu sucesso como escritor: "Eu não creio em Deus, mas acho que Deus crê em mim".

## Suas novelas e o cinema

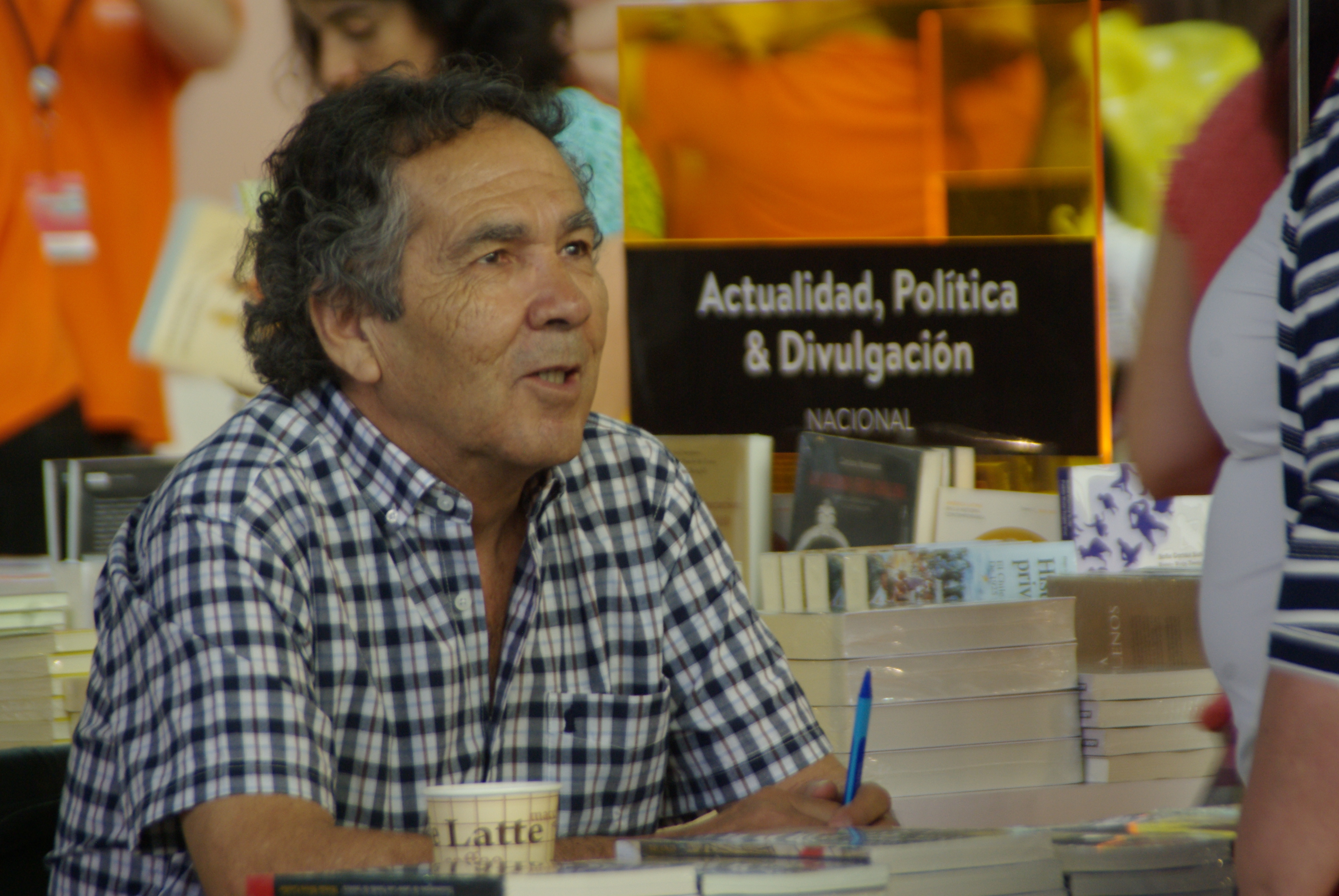
Rivera Letelier conversando com seus leitores

Vários de seus livros têm despertado o interesse de produtores e diretores, mas a maioria não se realizou. 
Fatamorgana de amor con banda de música (1998) parecia destinada a seguir a mesma sorte após que seu roteirista e produtor inicial, Bernard Giraudeau, faleceu em 2010. No entanto, o ator e produtor belga Hubert Toint decidiu realizar o projeto como uma homenagem a Giraudeau, de quem era amigo. O filme, dirigido por ele, foi rodado entre março e maio de 2013 no Chile, na região onde funcionava a salitreira Humberstone, e é protagonizada pela belga Marie Gillain no papel da pianista Golondrina del Rosario e o chileno Eduardo Paxeco como o trompetista Bello Sandalio.

## Obras

### Romances
- A rainha Isabel cantava rancheras, Planeta, 1994
- Hino do anjo parado numa pata, Planeta, 1996
- Fatamorgana de amor com banda de música, Planeta, 1998
- Os comboios vão-se ao Purgatorio, Planeta, 2000
- Santa María das flores negras, Planeta, 2002
- Canção para caminhar sobre as águas, Planeta, 2004
- Romance do duende que me escreve as novelas, Planeta, 2005
- O fantasista, Alfaguara, 2006
- Meu nome é Malarrosa, Alfaguara, 2008
- A contadora de filmes, Alfaguara, 2009
- A arte da resurrección, Alfaguara, 2010.
- O escritor de epitafios, Alfaguara, 2011
- História de amor com homem dançando, Alfaguara, 2013
- O vendedor de pássaros, Alfaguara, 2014
- A morte é uma velha história, Alfaguara, 2015
- A morte tem cheiro a pachulí, Alfaguara, 2016
- A morte despe-se em Havana, Alfaguara, 2017
- O homem que olhava ao céu, Alfaguara, 2018

### Contos
- Cuentos breves y cuescos de brevas,  micro contos, Edições da Oficina de Literatura Recital, Antofagasta, 1990
- Onde morrem os valentes, relatos, Editorial Sudamericana, 1999 (reeditado por Ponto de Leitura em 2007)

### Poemas
- Poemas e pomadas, Editorial Eléctrica Chilena, Santiago, 1987

## Histórico eleitoral

### Eleições parlamentares de 2005
- Eleições parlamentares de 2005 a Deputado pelo distrito 4 (Antofagasta, Mejillones, Serra Gorda e Taltal)[10]

| Candidato               | Coalizão                    | Partido | Votos  | %     | Resultado |
| ----------------------- | --------------------------- | ------- | ------ | ----- | --------- |
| Pedro Araya Guerreiro   | Acordo Democrático          | PDC     | 40.131 | 34,51 | Deputado  |
| Manuel Vermelhas Molina | Aliança                     | UDI     | 38.254 | 32,90 | Deputado  |
| Hernán Rivera Letelier  | Acordo Democrático          | ILB     | 21.876 | 18,81 |           |
| Daniel Guevara Cortes   | Aliança                     | ILD     | 9.151  | 7,87  |           |
| Luis Sagredo Torres     | Juntos Podemos Mais         | PC      | 2.972  | 2,56  |           |
| Pedro Luque Arancibia   | Juntos Podemos Mais         | PH      | 1.456  | 1,25  |           |
| Rosa Pérez Zambra       | Força Regional Independente | ILA     | 1.420  | 1,22  |           |
| Raúl Zepeda Feliu       | Força Regional Independente | ILA     | 1.020  | 0,88  |           |